# سيمون باور
سيمون باور (بالإنجليزية: Simon Power)‏ هو محامي ومصرفي وسياسي نيوزلندي، ولد في 5 ديسمبر 1969. حزبياً، نشط في الحزب الوطني في نيوزيلندا. وقد انتخب وزير العدل ‏ (19 نوفمبر 2008 – 12 ديسمبر 2011) وانتخب عضو مجلس النواب نيوزيلندا.